# 莫約班巴省
莫約班巴省（西班牙語：Provincia de Moyobamba），是秘魯的省份，位於該國中北部聖馬丁大區，首府是莫約班巴，面積3,772平方公里，2012年人口124,324，人口密度為每平方公里132.96人。
6°01′48″S 76°58′12″W / 6.03000°S 76.97000°W